# Kościół Maria Regina Martyrum w Berlinie

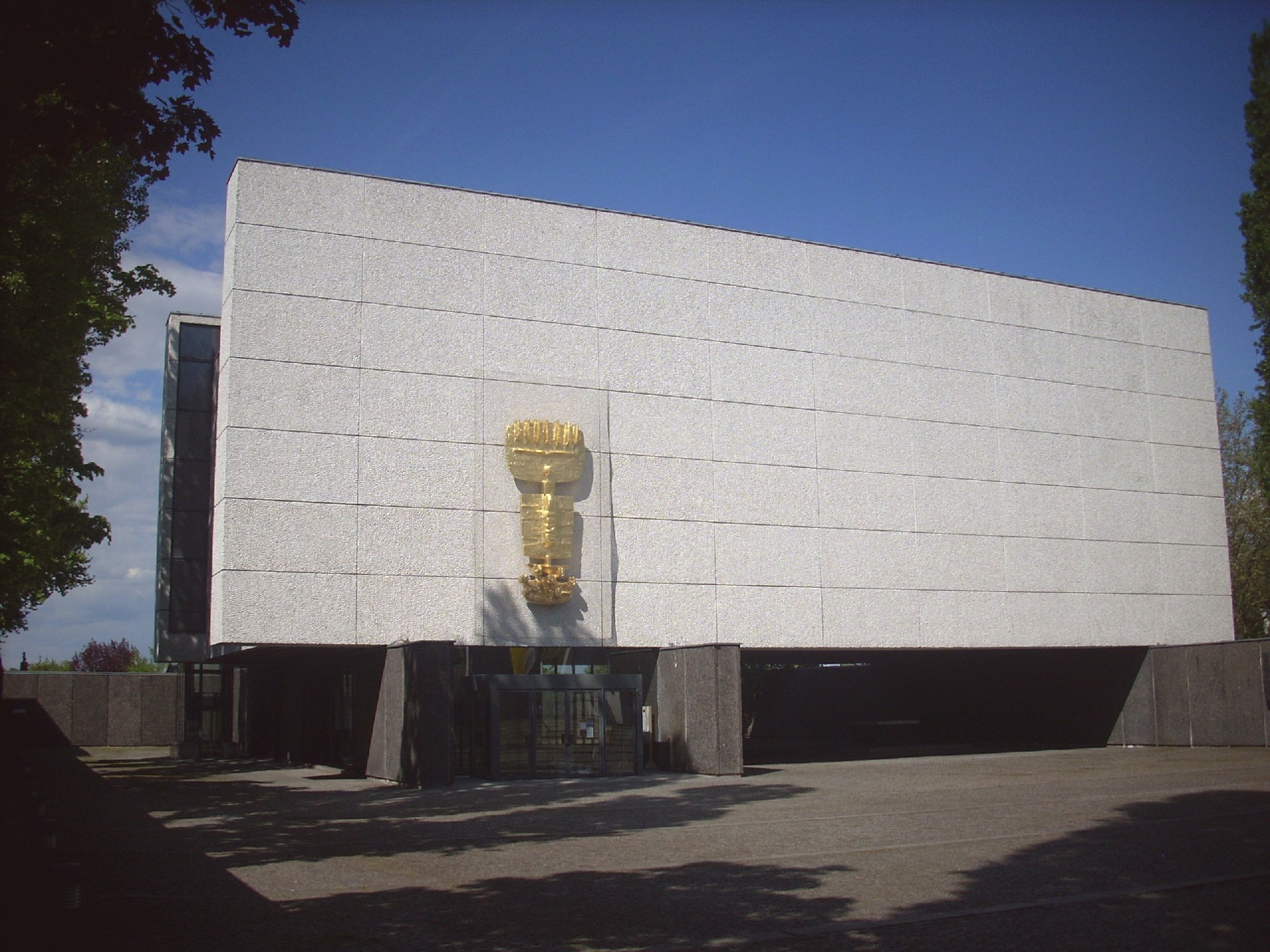
Fasada

Maria Regina Martyrum (łac. Maryja, Królowa Męczenników) – rzymskokatolicki kościół w berlińskiej dzielnicy Charlottenburg-Nord, przy ulicy Heckerdamm 230. Został wybudowany w latach 1960–1963 jako „kościół pamiątkowy niemieckich katolików na cześć męczenników za wiarę i wolność sumienia w latach 1933–1945”, nieopodal miejsca kaźni w więzieniu Plötzensee i ewangelickiego Centrum Plötzensee (Gemeindezentrum Plötzensee). Kościół Maria Regina Martyrum wraz z wieżą i dziedzińcem jest wpisany na listę zabytków (nr 09096195).

## Historia powstania
Z inicjatywą budowy kościoła wystąpił berliński biskup Wilhelm Weskamm podczas 75. Niemieckiego Dnia Katolików (Katholikentag) w 1952. Wezwał wówczas w Berlinie do budowy kościoła upamiętniającego męczenników z okresu narodowego socjalizmu. Na 78. Dniu Katolików w 1958, który również odbywał się w Berlinie, podjęto zobowiązanie, by wybudować kościół „Maria Regina Martyrum”. Po zbiórce funduszy we wszystkich niemieckich diecezjach kardynał Julius Döpfner wmurował 12 listopada 1960 kamień węgielny. Konsekracji świątyni dokonali 5 maja 1963 Julius Döpfner, który został arcybiskupem archidiecezji Monachium-Freising oraz berliński biskup Alfred Bengsch i francuski arcybiskup Louis de Bazelaire z archidiecezji Chambéry.
Kościół poświęcono pod wezwaniem Maria Regina Martyrum (Maryja, Królowa Męczenników). W 1954 papież Pius XII wprowadził święto Maryi Królowej do kalendarza kościoła katolickiego. Określenie Królowa Męczenników wchodzi w skład litanii loretańskiej.

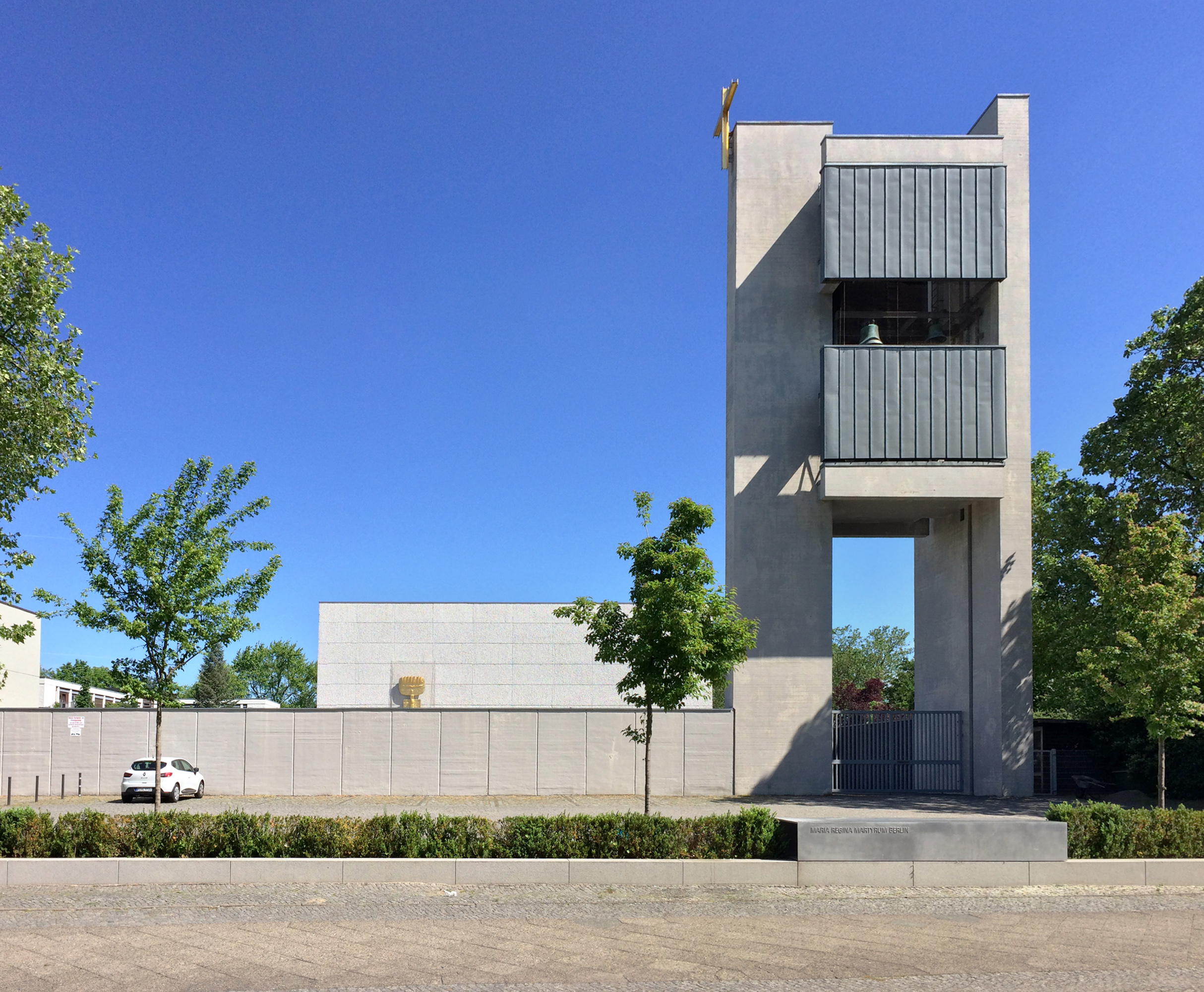
Wieża kościoła z dzwonnicą

Kościół miał pełnić jednocześnie funkcję kościoła upamiętniającego męczenników oraz kościoła parafialnego dla rozwijającej się dzielnicy Charlottenburg-Nord. Przewidziano ok. 400 miejsc siedzących, dom parafialny i probostwo. Inwestorem był ordynariat archidiecezji berlińskiej. W 1958 zaproszono do konkursu architektów: Reinharda Hofbauera, Willy’ego Kreuera, Hansa Schädela we współpracy z Friedrichem Ebertem oraz Rudolfa Schwarza. Zwycięzcą konkursu ogłoszono pochodzącego z Würzburga Hansa Schädela, a do realizacji wybrano drugą jego propozycję. Wraz z nim budową kierowali Friedrich Ebert oraz diecezjalny dyrektor budowlany, Hermann Jünemann. Pieczę artystyczną i teologiczną sprawował benedyktyn, O. Urban Rapp z klasztoru w Münsterschwarzach. Do kościoła dobudowano od zachodniej strony dom parafialny.
W 1981 dokonano nowego podziału archidiecezji berlińskiej na parafie. Parafię Maria Regina Martyrum złączono z sąsiednią parafią św. Józefa w Siemensstadt, a kościół został kościołem filialnym (od 2007: status Rektoratskirche), a po założeniu klasztoru karmelitanek – kaplicą klasztorną. Podczas budowy klasztoru dom parafialny częściowo zburzono, a częściowo przebudowano. Zachowana została elewacja z betonowych płytek projektu Hansa Schädela, od strony ulicy Heckerdamm.
W pięćdziesiątą rocznicę poświęcenia kościoła, 4 i 5 maja 2013 odbyły się uroczyste nabożeństwa i koncerty. Poprzedził je cykl modlitw w niedziele postne do tekstów o. Alfreda Delpa SJ.

## Budynek i otoczenie

### Dziedziniec i dzwonnica

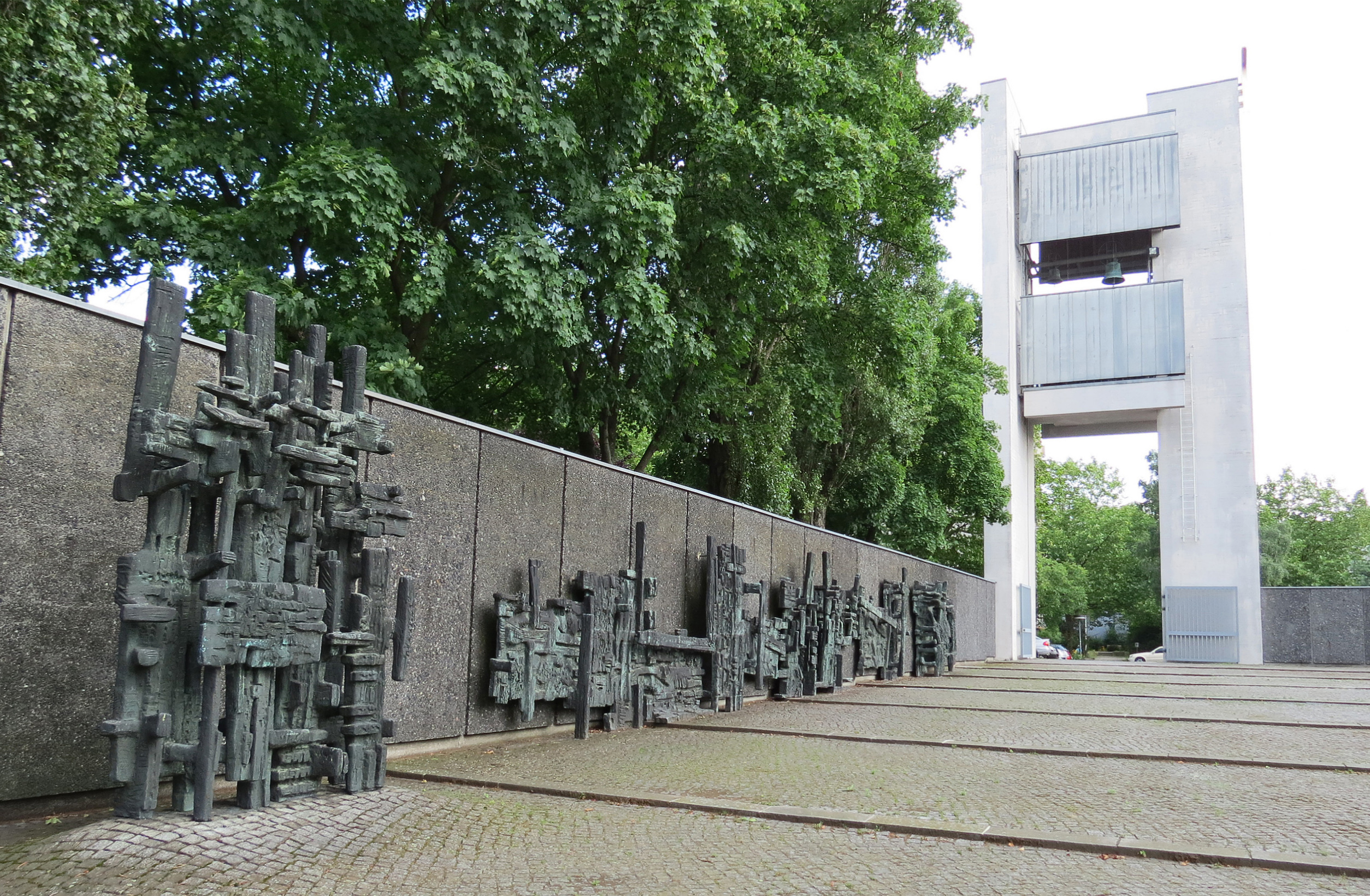
Droga krzyżowa autorstwa Ottona Herberta Hajka i dzwonnica

Kompleks uchodzi za wyróżniający się przykład udanego połączenia formy budowlanej z funkcją kościelną. Całość jest ściśle podporządkowana prostopadłym formom. Sam kościół stoi na wybrukowanym, stopniowo opadającym dziedzińcu, który jest otoczony dość wysokim, czarno-szarym betonowym murem z płyt z płukanego betonu i przypomina plac apelowy.
Jedno z wejść do świątyni znajduje się w wysokiej na 25 metrów dzwonnicy z dwóch ustawionych prostopadle względem siebie bloków z betonu licowego. Konstrukcja jest dwukondygnacyjna i mieści pięć dzwonów. W planach była wysoka na 48 metrów iglica, która nie mogła zostać zrealizowana ze względu na położenie w pobliżu lotniska Berlin-Tegel. Na zewnętrznej stronie muru umieszczono dwie tablice z tekstami papieża Piusa XII i kard. Juliusa Döpfnera, które wyjaśniają ideę przyświecającą budowie tego kościoła.
Dziedziniec początkowo miał służyć jako miejsce sprawowania odświętnych mszy na wolnym powietrzu dla nawet 10 000 wiernych. Pełni rolę pustej, oddzielonej od miasta przestrzeni do oderwania się i ciszy, którą trzeba przekroczyć, by dotrzeć do kościoła – „brutalistyczny hortus conclusus“. Przy wieży na prawym murze rozpoczyna się licząca 15 stacji droga krzyżowa z brązu, wykonana przez Ottona Herberta Hajka w abstrakcyjnej i monumentalnej formie. Stacje drogi krzyżowej zostały pogrupowane, z wyjątkiem stojących pojedynczo pierwszej (Jezus skazany na śmierć), dwunastej (Jezus umiera na krzyżu) oraz piętnastej (Pusty grób), znajdującej się w oddaleniu od pozostałych w przejściu pod kościołem. Na dziedzińcu stoi również ołtarz polowy, również zaprojektowany przez Hajka z przewijającym się motywem korony cierniowej w wykonanym z brązu antepedium.  W tylnej części dziedzińca znajduje się brązowa płaskorzeźba Ucieczka do Egiptu (Flucht nach Ägypten) autorstwa Johannesa Dumanskiego, ufundowana przez Związek Wypędzonych (Heimatvertriebene).

### Kościół

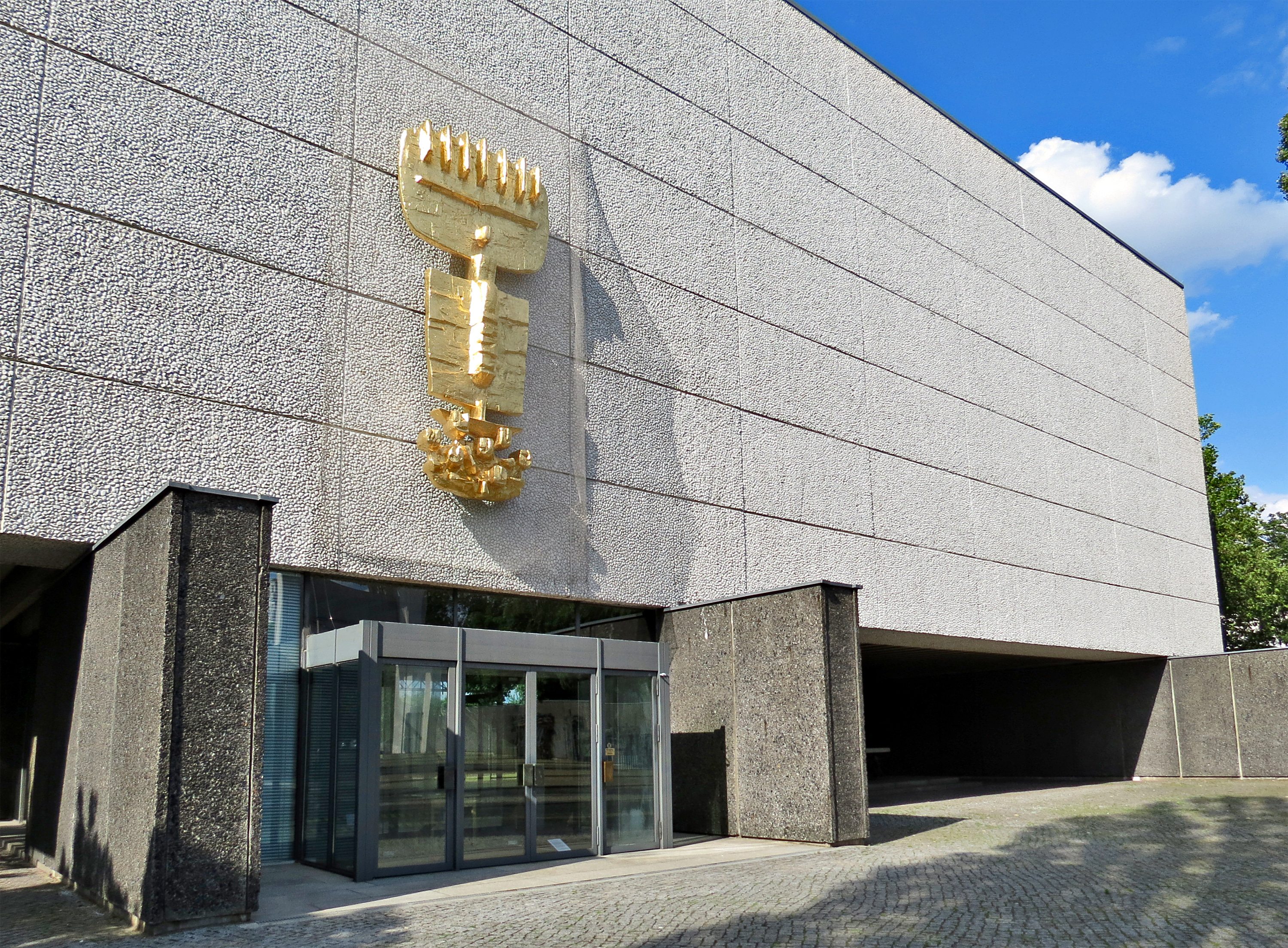
Portal wejściowy

Wydłużony budynek górnego kościoła spoczywa na wysokości 4 metrów bez cokołu, wsparty jedynie na trzech betonowych ścianach, z których dwie są jednocześnie zewnętrznymi murami dolnego kościoła, a trzecia zamyka dziedziniec. Śnieżnobiała, ozdobiona marmurowymi płytami fasada ma przypominać wg Schädela unoszące się ciało, skontrastowane z ponurym dziedzińcem. Inne interpretacje opisują ją jako „relikwiarz“ między niebem a ziemią lub jako Nowe Jeruzalem (Himmlische Jerusalem), które zstępuje na ziemię. Nad wejściem, przed jednorodną poza tym prostokątną elewacją, umieszczono rzeźbiony tryptyk Apokalyptische Frau Fritza Koeniga. Wysoka na pięć metrów rzeźba z pozłacanego brązu przedstawia trzy motywy zaczerpnięte z Apokalipsy św. Jana: na dole siedmiogłowy smok, powyżej kobieta oczekująca dziecka stojąca na półsiężycu, a u góry korona z promieni. Postać na reliefie przypomina Matkę Bożą, której jest poświęcony kościół.

### Górny kościół
Szerokie schody między podporami prowadzą z przeszklonej hali wejściowej do wnętrza kościoła. W 1994 po drugiej stronie dobudowano windę.
Wnętrze kościoła, na planie prostokąta jest zorientowane w kierunku miejsca kaźni Plötzensee. Na pozbawionych okien ścianach pozostawiono ślady szalunku, tworzące prostokątny, regularny wzór. Obniżony sufit z desek jest podparty na widocznych podciągach i pozwala na dostęp światła, wpadającego pośrednio przez ukryte okna wzdłuż bocznych ścian. Dodatkowe dwa pionowe świetliki znajdują się po obu stronach za ołtarzem. Posadzkę wykonano z jasnego granitu.

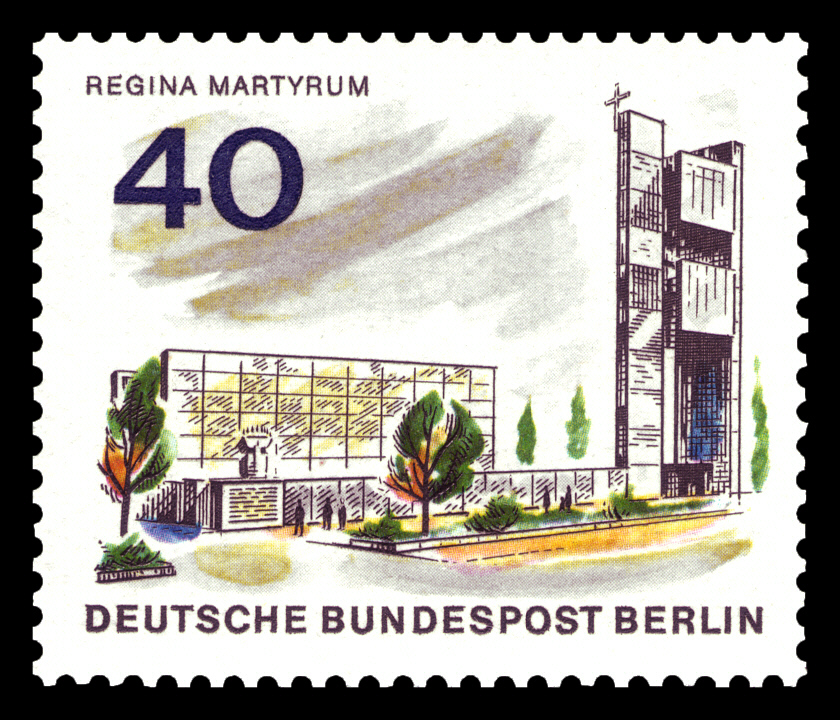
Kościół na berlińskim znaczku pocztowym z 1965 roku

Kościół nie ma apsydy; ołtarz jest oddzielony od nawy pojedynczym stopniem.
Kubiczny ołtarz i ambona zostały wykonane z jasnego jurajskiego wapienia z Treuchtlingen, zwanego marmurem jurajskim (niem. Jura-Marmor). Z tego materiału wykonano również stelę z wczesnogotycką rzeźbą Madonny z Dzieciątkiem z południowej Francji i datowaną na ok. 1320 rok.
Przestrzeń jest zdominowana przez znajdujący się za ołtarzem monumentalny, zajmujący niemal całą ścianę obraz Das himmlische Jerusalem (Niebieskie Jeruzalem) Georga Meistermanna, przedstawiający scenę z Apokalipsy św. Jana. Mniej więcej na środku, na jasnym tle malarz umieścił Baranka Bożego, symbol ukrzyżowanego i zmartwychwstałego Jezusa Chrystusa, który według Pisma Świętego obejmie panowanie w Królestwie Bożym. Inne elementy obrazu są znacznie mniejsze: oko opatrzności na lewo ponad barankiem – Jezus Chrystus poprzez śmierć na krzyżu wypełnił wolę bożą – i po prawej stronie sierp jako symbol Sądu Ostatecznego. Środek jest zdominowany przez jasnożółte, szare i białe obszary otaczające baranka. Na zewnątrz rozchodzą się ciemne zielone, brązowe i czarne powierzchnie, które wizualnie oddzielają obraz od posadzki i sufitu. Siedem żółtych i czerwonych płomieni wybija ze środka w prawą dolną część i symbolizuje siedem darów Ducha Świętego. Twórca obrazu objaśniał go tak: „Co dzieje się ze mną, kiedy słyszę: Jutro o piątej rano zostaniesz powieszony! Świat rozpada się, rozrywa się jak rozbijające się głazy, rozdziera na strzępy. A zza tego upadku, zza tego rozrywania wyłania się trwała obietnica w symbolach takich jak baranek, oko i siedem darów Ducha Świętego. Szarość naprzeciwko jasności.“.
Od strony schodów wejściowych wnętrze kościoła jest optycznie zamknięte wspartym na cienkich kolumnach chórem z organami. Pod nim umieszczono kapliczkę spowiednią z rzeźbą Chrystusa Boleściwego (południowe Niemcy, II poł. XV w.). Od stycznia 2013 znajduje się w niej także płaskie złote tabernakulum, które wcześniej spoczywało na ołtarzu. Dzięki temu powstała przestrzeń do osobistej modlitwy. Z boku, na tym samym poziomie znajduje się kaplica z cylindryczną chrzcielnicą z jasnego wapienia muszlowego i świecznik paschalny projektu Fritza Koeniga.

### Dolny kościół
Na szklanych ścianach wokół wejścia umieszczono w styczniu 2013 cytaty ofiar terroru nazistowskiego. Za schodami do górnego kościoła umieszczono zejście do krypty. Ściany wyłożono czarnymi płytami. Pomieszczenie jest podzielone betonową ścianą na dwie części, pełniące różne funkcje.

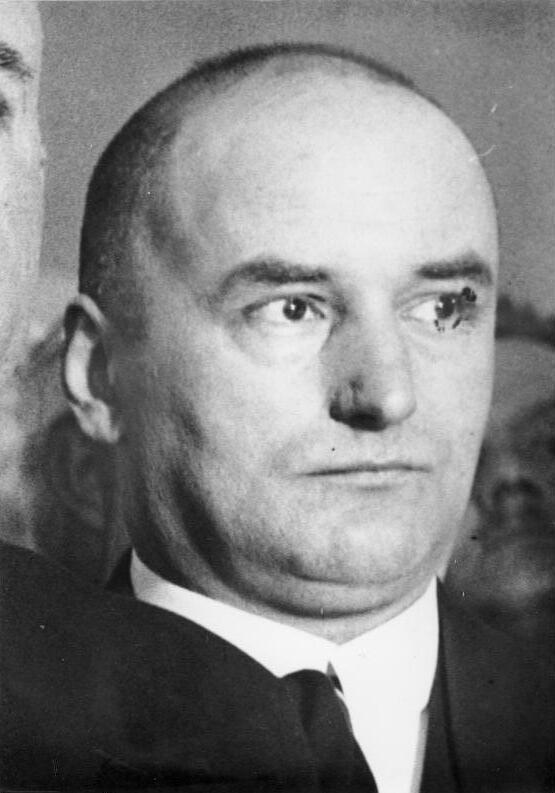
Erich Klausener, 1933

Przednia część, z pomalowaną od tej strony na jasnożółty ścianą działową przypomina grobowiec i upamiętnia męczenników za wiarę i wolność sumienia w latach 1933-1945. Przed ścianą stoi Pietà z brązu autorstwa Fritza Königa. Pod posadzką umieszczono trzy sarkofagi. Prawy zawiera urnę z prochami Ericha Klausenera, zastrzelonego w 1934 na rozkaz przywódcy gestapo, Reinharda Heydricha. Urnę przeniesiono z cmentarza św. Mateusza w dzielnicy Tempelhof i złożono w tym miejscu 4 maja 1963, w przeddzień konsekracji kościoła. W lewym sarkofagu miały się znaleźć prochy proboszcza berlińskiej katedry, Bernarda Lichtenberga, który zmarł w 1943 w Hof nad Soławą podczas transportu do KZ Dachau i został pogrzebany 16 listopada 1943 na cmentarzu katedralnym przy Liesenstraße. Władze Niemieckiej Republiki Demokratycznej odmówiły ekshumacji i przekazania prochów na teren Berlina Zachodniego, a szczątki złożono później w 1965 w krypcie w położonej na terenie Berlina Wschodniego katedrze św. Jadwigi. Środkowy sarkofag zawiera wspomnienie wszystkich ofiar nazizmu, prześladowanych ze względu na wiarę i poglądy, a które nie zostały pochowane, pochowane w nieznanym miejscu albo których prochy rozrzucono. Na posadzce przed rzeźbą wyjaśniono ideę miejsca pamięci: „Wszystkim męczennikom, których nie można było pochować – wszystkim męczennikom, o których grobach nie wiemy“. Na lewej tablicy wyryto nazwiska i lata życia Bernharda Lichtenberga oraz – w imieniu wszystkich straconych w Plötzensee protestanta Helmuta Jamesa von Moltke i zaprzyjaźnionego z nim katolika, o. Alfreda Delpa SJ. Na prawej tablicy wspomniano pochowanego tu Ericha Klausenera.
Droga wzdłuż ścian prowadzi do kaplicy karmelitanek, w której odprawia się Liturgię Godzin oraz Msze. Karmelitanki prowadzą od 1984 swój klasztor, a na ich potrzeby dolny kościół rozbudowano w kierunku północnym.

## Organy w górnym kościele
Organy zostały wybudowane przez firmę Johannes Klais Orgelbau z Bonn w latach 1961−1963, otrzymały numer 1258, a zamontowano je 5 maja 1963. Dysponują 25 głosami i trzema manuałami.

## Dzwony
Pięć odlanych z brązu dzwonów zostało poświęconych 16 grudnia 1962
| Nazwa               | Napis                                                           | Średnica (mm) | Waga (kg) | Ton uderzeniowy |
| ------------------- | --------------------------------------------------------------- | ------------- | --------- | --------------- |
| Christus            | Jesus Christus gestern und heute ist derselbe auch in Ewigkeit. | 1400          | 1900      | es'             |
| Maria               | Tut, was er euch sagt.                                          | 1260          | 1350      | f'              |
| Erzengel Michael    | Wer ist wie Gott?                                               | 1180          | 1100      | ges'            |
| Petrus              | Ja, Herr, du weißt, daß ich dich liebe.                         | 1040          | 0750      | as'             |
| Ambroży z Mediolanu | Ich aber muß handeln und Gott dem Kaiser vorziehen.             | 0760          | 0310      | 'es             |

## Karmelitanki w Regina Martyrum
W 1982 obok kościoła założono klasztor karmelitanek bosych[ (OCD), które wprowadziły się do niego w 1984. Kościół pamiątkowy jest jednocześnie kościołem klasztornym karmelitanek. Siostry zakonne świadomie wybrały tę lokalizację, by podtrzymać pamięć  o zgubnych wydarzeniach i służyć modlitwą.